# Burgstall Welden
Der hoch- bis spätmittelalterliche Burgstall Welden liegt nördlich der Votivkirche auf dem Theklaberg über dem Markt Welden im Landkreis Augsburg (Schwaben). Von der ehemaligen Ministerialenburg haben sich nur Geländemerkmale und Gräben erhalten.

## Geschichte
Die Veste über dem Laugnatal dürfte im 12. Jahrhundert als Sitz eines Dienstmannengeschlechtes der Markgrafen von Burgau entstanden sein. Die „Herren von Welden“ erscheinen erstmals 1126 in den Schriftquellen. Eine angebliche edelfreie Herkunft dieser Familie ist in den Quellen nicht eindeutig belegbar. Solche Niederadelsfamilien werden meist erst im 12. oder 13. Jahrhundert urkundlich fassbar.
1396 wurde Uz von Welden mit der Herrschaft belehnt. Sechs Jahre später (1402) erhielt Welden das Marktrecht. Dem Burgherren wurden aus diesem Anlass die niedere und die hohe Gerichtsbarkeit (Blutgericht) verliehen, die bisher dem vorderösterreichischen Landvogt zu Burgau unterstanden hatten. Zwischen 1484 und 1747 sind sogar dreizehn Hinrichtungen nachzuweisen. Drei Frauen starben als Hexen auf dem Scheiterhaufen. Eine der Unglücklichen soll sogar hochschwanger gewesen sein.  Als letzte Delinquentin wurde eine Anna Mörz aus Wörleschwang durch das Schwert gerichtet. Die junge Frau hatte angeblich ihr neugeborenes Kind umgebracht.

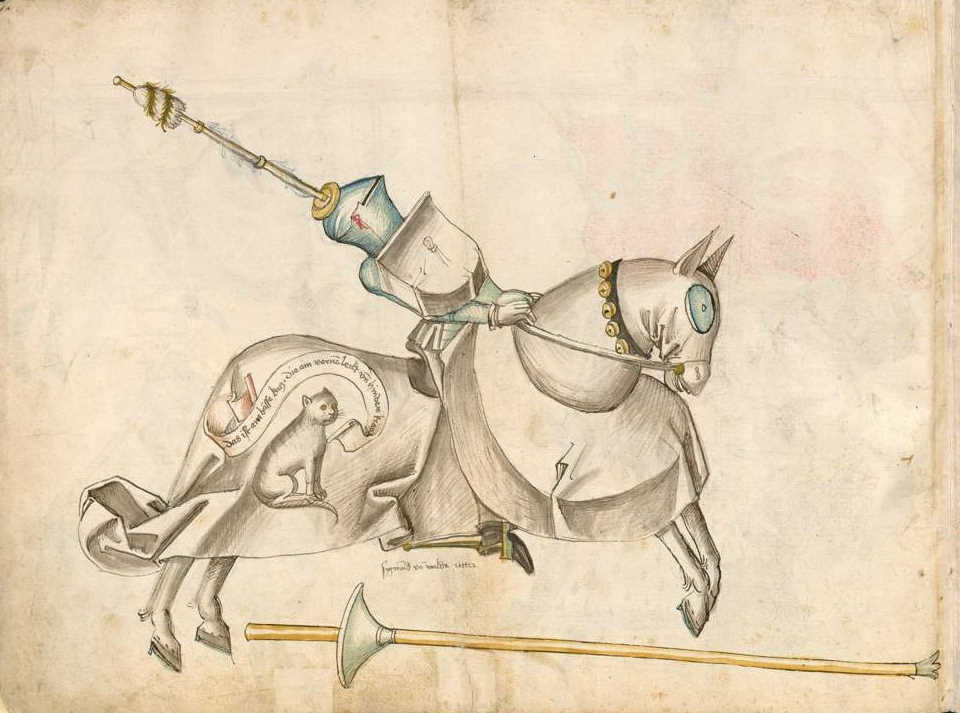
Sigmund von Welden 1506–1511

Einige Angehörige des Geschlechtes der Weldener erreichten hohe Stellungen an den umliegenden Höfen. So wurde etwa Albrecht von Welden um 1520 zum Erbschenk des Hochstiftes Augsburg ernannt. Seine Nachkommen, die Freiherren von Welden, hatten dieses Amt bis zur Säkularisation inne.
Im 16. Jahrhundert begann jedoch auch der wirtschaftliche Abstieg der Familie. 1596 zwang der Familienrat deshalb die verschuldeten Herren Michael und Karl von Welden zum Verkauf der Herrschaft. Am 19. Mai 1597 gingen Markt und Burg um 140 000 Gulden an die Freiherren Fugger von Kirchberg und Weißenhorn. Ein Jahr später belehnte Kaiser Rudolf schließlich die Söhne des Markus Fugger mit der Herrschaft Welden.
Während des Dreißigjährigen Krieges wurde die Burg so stark zerstört, dass ein Wiederaufbau unterblieb. Unter Leopold Fugger begann 1659 der systematische Abbruch der Anlage. 1662 verwendete man die Burgsteine für den Neubau des Bräuhauses. Größere Mengen des Abbruchmateriales verkaufte der Ortsherr den Bürgern des Marktes für den Wiederaufbau der im Krieg zerstörten Wohn- und Wirtschaftsbauten. Der Bergfried blieb damals allerdings erhalten. Die Markgrafen von Burgau hatten als Lehnsherren den Abriss des Turmes und eines Stadels untersagt. Der große Turm verschwand erst um 1755, als Graf Joseph Maria Fugger von Wellenburg (1714–1764) den Bergfried als willkommenen Steinbruch für den Bau der nahen Votivkirche St. Thekla ausbeuten ließ. 1860 entnahm man nochmals Material für den Bau der Friedhofsmauer im Westen des Ortes.
Der Bezirksarzt Dr. Lauk berichtete 1861, dass die Ruinen der Burg bis 1849 als Kulisse für weltliches Volkstheater gedient haben sollen. Nach dem Abbruch der letzten Mauerreste verlegte man die Spielstätte in die Bräuhalle des Marktes.
1976 wurde das Areal durch Otto Schneider und Horst Gutmann vom Arbeitskreis für Vor- und Frühgeschichte des Landkreises Augsburg vermessen und topographisch aufgenommen.

## Beschreibung
Der Burgstall liegt in etwa 500 m ü. NN Höhe auf dem Theklaberg über dem Markt Welden. Im Nordwesten schiebt sich der moderne Wasserhochbehälter an den Halsgraben der Kernburg heran. Nach Südosten schließt sich das ummauerte Klosterareal mit der Votivkirche an.
Die ehemalige Burganlage wird im Westen durch den steilen Abbruch der Laugnarandhöhen geschützt. Der Höhenunterschied zum Tal beträgt etwa 30 bis 35 Höhenmeter. Trotz der späteren Geländeveränderungen wird die annähernd rechteckige und rund 30 mal 20 Meter große Kernburg noch von einem breiten, u-förmigen Burggraben aus dem Hügelplateau ausgeschnitten. Die Grabentiefe beträgt etwa fünf, an den Grabenaustritten bis zu 8,5 Meter. Der Hauptburgkegel ist gegenüber dem Hinterland nicht erhöht. Das Plateau ist stark zerwühlt und gestört. Der Bergfried dürfte in der Nordostecke gestanden haben. Obertägig sind jedoch keine Mauerreste feststellbar.
Südlich der Kernburg markiert eine durch den Burggraben entstandene Geländezunge sicherlich eine ehemalige Vorburg. Der südlich dieser Vorburg gelegene heutige Treppenweg folgt der ehemaligen Burgauffahrt, für die eine natürliche Erosionsrinne künstlich nachgearbeitet wurde. Der Weg führt seit dem 18. Jahrhundert direkt zur Votivkirche St. Thekla. Die ehemaligen Gräben der Vorburg sind hier im Südosten vollständig eingeebnet.
Der Zugang auf den Erdkegel der Hauptburg führte wohl über eine Berme am Westhang. Diese Berme mündet im Nordwesten in die Kernburg ein. Ein potentieller Angreifer musste so eine lange Torgasse zwischen der Vor- und der Hauptburg passieren.
Das Bayerische Landesamt für Denkmalpflege verzeichnet das Bodendenkmal als „mittelalterlichen Burgstall“ unter der Denkmalnummer D 7-7529-0023.